# Orthostichopsis crinita
Orthostichopsis crinita là một loài Rêu trong họ Pterobryaceae. Loài này được (Sull.) Broth. miêu tả khoa học đầu tiên năm 1906.